# ヨビノリたくみ
ヨビノリたくみ（1993年 - ）は、日本のYouTuber。YouTubeチャンネル『予備校のノリで学ぶ「大学の数学・物理」』で、主に大学の数学や物理の解説動画を配信している。学位は修士（学術）（東京大学・2017年）。
令和5年度の「科学技術分野の文部科学大臣表彰」科学技術賞（理解増進部門）を、動画編集などを担当するヨビノリやすとともに受賞している。受賞理由は「インターネット動画配信による革新的な科学の理解増進」。

## 略歴
横浜国立大学理工学部数物・電子情報系学科（物理工学教育プログラム）卒業。2016年、東京大学大学院総合文化研究科広域科学専攻修士課程修了。修士論文は『情報熱力学における十分統計量の役割―Role of sufficient statistics in information thermodynamics』。東京大学大学院工学系研究科物理工学専攻博士課程中退。
学部生時代の講義が難解であったことから学部生向けに分かりやすい授業を行えたら良いと考え、研究者としての生計に不安を覚えていたこともあり、2017年7月に理系大学生向けにYouTubeチャンネル『予備校のノリで学ぶ「大学の数学・物理」』（略称：ヨビノリ）を創設した。
日本学術振興会特別研究員（DC1）となるも2018年3月に中退。中退の理由は、現代日本における大学教員の姿が幸せそうなものに見えなかったことと、想像以上にYouTubeチャンネルの人気が出たのでYouTuberとしての活動に本腰を入れるため。2019年の新型コロナウイルス感染症が流行する中で、NHK高校講座やN高等学校のオンライン授業と並んで教育系YouTuberの動画が多く視聴されているが、ヨビノリたくみはその例の一つに挙げられている。
2023年4月7日には、一般社団法人日本物理学会からの推薦を受け、科学技術への関心や理解の増進に寄与し、科学技術に関する知識の普及啓発等に寄与する活動を行った人物へ送られる「科学技術分野の文部科学大臣表彰」科学技術賞（理解増進部門）を、動画編集や企画、撮影を担当するヨビノリやすとともに受賞した。受賞理由は「インターネット動画配信による革新的な科学の理解増進」。
YouTube上では書籍に関するエンタメ情報番組『ほんタメ』のMCも務めている。

## 人物
黒板を使った本格的かつ分かりやすい授業に定評がある。板書するシーンは早送りする一方でカットはしないのがこだわりであるが、これは板書する姿に趣があると考える一方、手軽に見られることの重要性も考えた結果だという。準備に3 - 4時間、動画撮影は15分の内容なら2時間ほど。編集にも3 - 4時間はかけている。
自身の予備校講師の経験から、「大学教員は授業のプロではなく研究のプロであり、基礎的なものより専門分野についての方が面白く授業する」と指摘。「教養や基礎的な分野は授業のプロに任せて、教員らには自身しかできない専門的な授業に集中してほしい」と話した。また「大学で学ぶ専門的な学びに橋渡しするつもりで、基本的な知識を分かりやすく動画で伝えている」と説明。大学との連携も進めており、オープンキャンパスで実際に講義をしたり、動画を授業の参考としてシラバスに掲載する大学教員もいるという。また、大学生向けの講座だけでなく高校講座も開設しており、「今週の積分」などの企画を展開している。
YouTube教育の普及にも力を注いでおり、文部科学省においての講演や他の教育系YouTuberとの交流にも積極的である。物理学の研究会への出席などもしている。
大喜利好きで、「大喜る人たち」にたびたび出演している。

## 出演

### テレビ番組
- ＃ジューダイ（NHK教育、2019年8月19日）[23][24]
- デザインあ（NHK教育、2020年1月2日） - 声の出演[25]
- 沼にハマってきいてみた（NHK教育、2021年11月30日）[26]
- 3か月でマスターする数学（NHK教育、2024年6月26日 - ）[27]

### ラジオ番組
- SCHOOL OF LOCK! FRIDAY 学校運営戦略会議（TOKYO FMほかJFN系列局、2023年10月6日 - 2024年3月29日）- ヨビノリLOCKS! supported by カロリーメイト

### ウェブテレビ
- ドラゴン堀江（AbemaTV、2018年11月6日 - 2019年3月10日） - 堀江貴文ら芸能人が東京大学を受験する番組。理系講師を担当[28]。

### 映画
- カラダ探し（2022年）[29]

## 著書
『予備校のノリで学ぶ大学数学』は中央大学理工学部教授田口善弘により高く評価されている。田口は、学生が躓きやすいテーマを掲載していて、ワンポイント双書を短く纏めたような参考書として扱うのが良いだろうという旨の書評を発表している。
- 『難しい数式はまったくわかりませんが、微分積分を教えてください！』SBクリエイティブ、2019年5月。ISBN 9784815601744。
- 『予備校のノリで学ぶ大学数学 ツマるポイントを徹底解説』東京図書、2019年6月。ISBN 9784489023163。
- 『難しい数式はまったくわかりませんが、相対性理論を教えてください！』SBクリエイティブ、2020年1月。ISBN 9784815604172。
- 『予備校のノリで学ぶ線形代数 ツマるポイントを徹底解説 単位も安心速習テスト対策5講義付き！』東京図書、2020年5月。ISBN 9784489023385。
- 『難しい数式はまったくわかりませんが、確率・統計を教えてください！』SBクリエイティブ、2021年1月。ISBN 9784815607999。
- 『難しい数式はまったくわかりませんが、量子力学を教えてください！』SBクリエイティブ、2021年6月。ISBN 9784815610074。